# Bildnis Johann Joachim Winckelmann
Das Bildnis Johann Joachim Winckelmann ist ein Porträt, das die Malerin Angelika Kauffmann im Jahr 1764 von dem Archäologen Johann Joachim Winckelmann anfertigte. Die Signatur Kauffmanns befindet sich auf der rechten unteren Seite. Das Porträt befindet sich heute im Kunsthaus Zürich, durch Schenkung des Malers Conrad Zeller (1807–1856) im Jahr 1850.

## Beschreibung
Das Bild zeigt den Gelehrten am Schreibtisch, mit der Schreibfeder in der rechten Hand. Beide Hände stützen sich auf ein aufgeschlagenes Buch, das auf einem antiken Relief mit der Darstellung der drei Grazien liegt.

## Geschichte
Mit diesem Bildnis des Antikenforschers Winckelmann wurde die 22-jährige Malerin Angelika Kauffmann schlagartig bekannt. Im selben Jahr veröffentlichte Winckelmann seine Geschichte der Kunst des Altertums. 
Kauffmann malte das Bild im Auftrag eines Schweizer Freundes Winckelmanns. Winckelmann zeigte sich sehr zufrieden mit diesem Porträt, das gestochen und in hohen Auflagen verbreitet wurde.